# Instituto L. A. Mayer de Arte Islámico

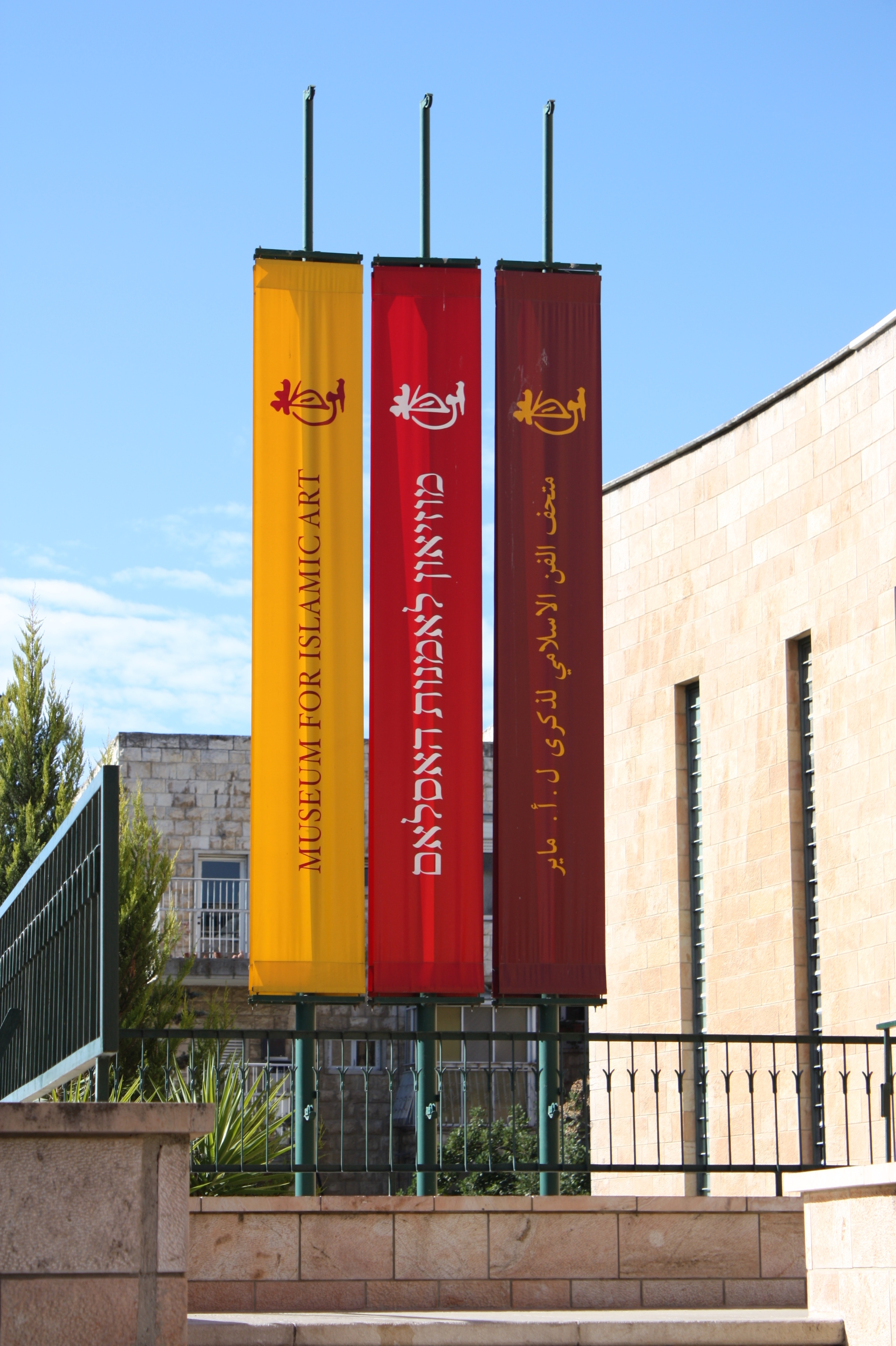
Símbolo trilingual del museo.

El Instituto L. A. Mayer de Arte Islámico (en idioma hebreo : מוזיאון ל. א. מאיר לאמנות האסלאם, en idioma árabe : معهد ل. أمئير للفن الإسلامي) es un museo en Jerusalén , establecido en 1974. Se encuentra en Katamon, en el camino del Teatro de Jerusalén. El museo alberga alfarería islámica, textiles, joyas, objetos ceremoniales y otros artefactos culturales islámicos. No debe confundirse con el Museo Islámico de Jerusalén.

## Historia
El museo fue fundado por Vera Bryce Salomons, hija de Sir David Lionel Salomons, en memoria de su profesor, Leo Aryeh Mayer, rector de la Universidad Hebrea de Jerusalén, un erudito de arte islámico que murió en 1959.
Consta de nueve galerías organizadas en orden cronológico, explorando las creencias y el arte de la civilización islámica. Además de la colección privada de Mayer, el museo alberga piezas antiguas de ajedrez, dominós y naipes; dagas, espadas, cascos; textiles; joyería; cristalería, cerámica y artículos de metal producidos en países islámicos, desde España hasta la India. Una colección de alfombras islámicas fue agregada en 1999.

## Colección de relojes raros
Una galería en el museo también muestra el reloj David Salomons y su colección de relojes. Salomons era el sobrino del primer alcalde judío de Londres.

### Robo en 1983
El 15 de abril de 1983, se produjo un robo en el museo y desaparecieron unos 200 objetos, entre pinturas y docenas de relojes y relojes raros. Entre los relojes robados se encontraba el reloj conocido como «Marie-Antoinette» (reloj número 160), el llamado «Mona Lisa» de los relojes, que además de constituir la joya de la corona de la colección, había sido fabricado por el famoso relojero e inventor franco-suizo Abraham Louis Breguet, proveedor de la corte de la reina María Antonieta. El valor de este reloj se estimó en unos 30 millones de dólares. Era parte de una colección única de 57 relojes Breguet donados al museo por la hija de Sir David Lionel Salomons, uno de los principales expertos en colecciones de Breguet.
El caso permaneció sin resolver durante más de 20 años. Justo antes de morir en 2004, Namaan Diller confesó ser autor del robo a su esposa, Nili Shamrat, quien en agosto de 2006 intentó vender un lote de los artículos robados —incluido el reloj «Marie-Antoinette» y un reloj Breguet «Sympathique»— al museo, aunque su precio inicial de 2 millones de dólares se redujo finalmente a solo unos 35.000. Cuando la policía registró la casa de la pareja en Los Ángeles, se encontraron más objetos desaparecidos, y los documentos recuperados los llevaron a las cajas fuertes y unidades de almacenamiento en Francia, Alemania, los Países Bajos e Israel. En 2008, todos menos diez de los objetos que Diller robó del Museo Mayer habían sido recuperados.
Shamrat fue arrestada en mayo de 2008 después de que una búsqueda domiciliaria por investigadores israelíes y estadounidenses descubrió varios de los relojes robados, algunas pinturas raras del siglo XVIII y catálogos con el nombre de los relojes y sus fabricantes.
El 18 de noviembre de 2008, oficiales de policía franceses e israelíes descubrieron 43 relojes más robados en dos cajas fuertes bancarias en Francia. De los 106 relojes raros robados en 1983, 96 fueron recuperados. El 3 de abril de 2010, la viuda Nili Shamrat fue sentenciada a 300 horas de servicio comunitario y se le impuso una sentencia condicional de cinco años por posesión de propiedad robada.

## Arte árabe contemporáneo
En 2008, se inauguró una exposición colectiva de arte árabe contemporáneo en el Instituto L. A. Mayer, la primera exhibición de arte árabe local en un museo israelí y el primero en ser montado por un comisario árabe. Trece artistas árabes participaron en el espectáculo.